# 紫薇桥
30°32′08″N 120°41′58″E / 30.53553°N 120.69956°E
紫薇桥又名紫微桥、西寺桥，为位于中国浙江省嘉兴海宁市硖石街道紫薇山南麓、惠力寺前的一座单孔石拱桥，南北向跨仓基河（原称市河），桥因山而得名，始建于元大德七年（1303），清雍正八年（1730）重修，嘉庆元年（1796）改建，今桥为2002年重修。桥长约10米，宽约3米，跨度约6米。民国时中国农民银行发行的纸币曾将其作为正面图案。